# Lilia d'Albore
Lilia d'Albore, all'anagrafe Emilia (Santa Maria Capua Vetere, 4 gennaio 1911 – Grottaferrata, 21 agosto 1988), è stata una violinista italiana.

## Biografia
Lilia d'Albore era figlia dell'avvocato Elpidio d'Albore, funzionario della Corte dei Conti, fratello del baritono Emilio d'Albore e del pittore Achille d'Albore, e della signora Rosa Muto, ed era sorella del soprano Mina d'Albore.
Lilia d'Albore, dopo gli studi in violino con Gioacchino Micheli e in viola con Aldo Perini si diplomò presso il Conservatorio “Santa Cecilia” di Roma nel 1929; si perfezionò quindi con Carl Flesch a Berlino e a Baden-Baden.
Intraprese l'attività solistica nel 1931 collaborando con le più importanti orchestre europee al fianco di direttori quali Hermann Abendroth, Ataúlfo Argenta, Pietro Argento, Alfredo Casella, Oliviero De Fabritiis, Wilhelm Furtwängler, Carlo Maria Giulini, Bruno Maderna, Fernando Previtali e Carl Schuricht.
Negli anni 1949-50 realizzò alcune incisioni discografiche con i Berliner Philharmoniker e con la London Symphony Orchestra, entrambe dirette da Sergiu Celibidache.
Suonò in duo con i pianisti Giorgio Favaretto, Arnaldo Graziosi, Ornella Puliti Santoliquido e Armando Renzi; tra il 1940 ed il 1950, registrò per la Deutsche Grammophon in duo con i pianisti Hubert Giesen e Géza Frid.
Suonò in duo con Ornella Puliti Santoliquido, dal 1960 al ‘66 fece parte del Trio di Roma con Antonio Saldarelli al violoncello e Germano Arnaldi, poi Piero Guarino, poi Arnaldo Graziosi al pianoforte. 
Dal 1955 al ‘61 fu primo violino del Complesso di Solisti Antonio Vivaldi e dal 1961 al ‘67 del Complesso Vivaldi di Roma da lei fondati e con i quali tenne tournée in gran parte dell'Europa. 
Docente di violino nel Conservatorio “San Pietro a Majella” a Napoli dal 1941 e nel Conservatorio di “Santa Cecilia” a Roma dal 1943; fu nominata Cavaliere dell'Ordine al merito della Repubblica italiana, ricevette inoltre la Medaglia d'oro ai benemeriti della scuola e dal 1982 fu presidente dell'ESTA-Italia (European String Teachers Association).
Suonava un violino "Alessandro Gagliano".

## Attività
Ha svolto una brillante carriera concertistica, sia come solista sia in formazioni da camera delle quali è stata anche cofondatrice:
- Complesso di Solisti Antonio Vivaldi (1955-1961)
- Complesso Vivaldi di Roma (1961-1967)
- Trio di Roma (1960-1966) con Antonio Saldarelli, violoncello, Germano Arnaldi, pianoforte (-1960) / Piero Guarino, pianoforte (1960-62) / Arnaldo Graziosi, pianoforte (1962-66)

## Registrazioni

### 78rpm
- Christoph Willibald Gluck (arr. Giesen): Mélodie (Hubert Giesen, piano / Deutsche Grammophon Gesellschaft LM 62838 A, Polydor 78rpm shellac / Berlin, Raum IX, 14.12.1940)
- Achille Simonetti: Madrigale in Re magg (Hubert Giesen, piano / Deutsche Grammophon Gesellschaft LM 62838 B, Polydor 78rpm shellac / Berlin, Raum IX, 14.12.1940)
- Francesco Maria Veracini: Largo (Hubert Giesen, piano / Deutsche Grammophon Gesellschaft LM 67681 A, Polydor 78rpm shellac, made in Germany, 2.12.1941)
- Antonín Dvořák: Sonatina in Sol magg, Op.100, II. Larghetto (Hubert Giesen, piano / Deutsche Grammophon Gesellschaft LM 67681 B, Polydor 78rpm shellac, made in Germany, 2.12.1941)
- Franz Schubert: Sonatina in Re magg, D.384 Op.137 No.1 (Hubert Giesen, piano / Deutsche Grammophon Gesellschaft LM 67847/67848, Polydor 2x78rpm shellac, made in Germany, 2.12.1941)
- César Franck: Sonata in La magg (Hubert Giesen, piano / Deutsche Grammophon Gesellschaft LM 68002/68003/68004/68005, Polydor 4x78rpm shellac, made in Germany, 24.7.1942)
- Johannes Brahms: Sonata No.3 in Re min Op.108, IV. Presto agitato (Géza Frid, piano / Deutsche Grammophon Gesellschaft LVM 72054 A, 1x78rpm shellac / Hannover, Beethoven-Saal, 28.11.1950)
- Ildebrando Pizzetti: da Tre Canti [1924], No.2 Quasi grave e commosso (Géza Frid, piano / Deutsche Grammophon Gesellschaft LVM 72054 B, 1x78rpm shellac / Hannover, Beethoven-Saal, 29.11.1950) - AUDIO

### Radio
- Antonio Vivaldi: Sonata in Re maggiore (Hubert Giesen, piano / RRG Reichssender Stuttgart, 1.4.1939)

### CD
- César Franck: Sonata in La magg (Hubert Giesen, piano / Japanese Polygram's CDs, Deutsche Grammophon POCG-6077, made in Japan, XI.1998)
- Giuseppe Baldassare Sammartini: "Canto amoroso" (Heinrich Graf Wesdehlen, piano - Berlin, 13.2.1942; Meloclassic MC2018, (p) 2013)
- Arcangelo Corelli: Sonata No.12 in Re minore, "La Follia" (Heinrich Graf Wesdehlen, piano - Berlin, 13.2.1942; Meloclassic MC2018, (p) 2013)
- Giuseppe Tartini: Sonata in Si minore, B.h2 (Hans Priegnitz, piano - Leipzig, 1944; Meloclassic MC2018 (p) 2013)
- Wolfgang Amadeus Mozart: Concerto No.5 in La maggiore K.219 "Turkish" (Berliner Philharmoniker, Sergiu Celibidache - Berlin, 5-6.3.1950; Celibidache: The Berlin Recordings 1945-1957 Audite! 13xCDs, (p) 2013)
- Wolfgang Amadeus Mozart: Concerto No.5 in La maggiore K.219 "Turkish" (London Philharmonic Orchestra, Sergiu Celibidache - London, 1950; The Art of Celibidache, Vol.16 Arlecchino CD)